# جوني ليز
جوني ليز (31 ديسمبر 1941 - 25 أكتوبر 2020)، هو ممثل بريطاني للتلفزيون والسينما. إشتهر بلعب دور هاري كلايتون في المسلسل البريطاني الطويل شارع كورونيشن لبضعة أشهر في عام 1985، وبصفته نيد جلوفر في المسلسل البريطاني إميرديل من 1994 إلى 1999. ظهر مرة أخرى في عام 2000.
توفي ليز في 25 أكتوبر 2020، عن عمر يناهز 78 عامًا. توفي بسبب مرض فيروس كورونا

## روابط خارجية
- جوني ليز في قاعدة بيانات الأفلام على الإنترنت
- جوني ليز التسجيلات من ديسكاغز.كوم